# Jack Bowers
John William Anslow Bowers, noto come Jack Bowers (Scunthorpe, 22 febbraio 1908 – Lichfield, 4 luglio 1970), è stato un calciatore inglese, di ruolo attaccante.

## Carriera
Giocò nella massima serie inglese con le maglie di Derby County e Leicester City e fu capocannoniere del campionato nel 1933 e nel 1934.

## Palmarès

### Club

#### Competizioni nazionali
- Second Division: 1

Leicester: 1936-1937

### Individuale
- Capocannoniere della seconda divisione inglese: 1

1936-1937 (33 reti)